# The Way of the Eskimo
The Way of the Eskimo er en amerikansk stumfilm fra 1911 af William V. Mong.

## Medvirkende
- William V. Mong som Joe Turner.
- J.C. Smith som John Hurd.
- Columbia Eneutseak som Ananak.
- Emutisak som Tikatak.